# Thalgo Australian Women's Hardcourts 1998
Thalgo Australian Women's Hardcourts 1998 — жіночий тенісний турнір, що проходив на відкритих кортах з твердим покриттям Hope Island Resort Tennis Centre в Hope Island, Queensland (Австралія). Належав до турнірів 3-ї категорії в рамках Туру WTA 1998. Турнір відбувся вдруге і тривав з 4 до 10 січня 1998 року. Четверта сіяна Ай Суґіяма здобула титул в одиночному розряді й заробила 27 тис. доларів.

## Фінальна частина

### Одиночний розряд
Ай Суґіяма —  Марія Венто 7–5, 6–0.
- Для Суґіями це був 1-й титул за рік і 5-й — за кар'єру.

### Парний розряд
Олена Лиховцева /  'Ай Суґіяма —  Сон Хі Пак /  Ші-тін Ван 1–6, 6–3, 6–4.
- Для Лиховцевої це був 1-й титул за рік і 3-й — за кар'єру. Для Суґіями це був 2-й титул за сезон і 6-й — за кар'єру.